# 한광여자고등학교
한광여자고등학교(韓光女子高等學校)는 대한민국 경기도 평택시 비전동에 있는 사립 고등학교이다.

## 학교 연혁
- 1955년 3월 24일 : 학교법인 한광학원 설립인가
- 1968년 1월 9일 : 한광여자고등학교 설립인가 (3학급), 중·고 병설
- 1968년 3월 5일 : 초대 홍성걸 교장 취임
- 1974년 3월 1일 : 중·고 경영분리
- 1982년 2월 25일 : 본관 4층 완공 (48교실)
- 1990년 10월 23일 : 청계관 준공 (연건평 1,290평)
- 2001년 2월 19일 : 급식 시설 1,350석 완공
- 2008년 7월 16일 : 기숙사 완공
- 2012년 7월 18일 : 운동장 개선 조경 공사 준공
- 2015년 4월 29일 : 급식실 리모델링 준공
- 2020년 2월 22일 : 홍원기 이사장 취임
- 2023년 2월 16일 : 장영실 과학관 준공
- 2023년 3월 1일 : 제6대 이승은 교장 취임
- 2024년 1월 5일 : 제54회 졸업식(310명) 총 졸업생수 21,704명

## 참고 자료
- 한광여자고등학교 - 한국교육학술정보원 학교알리미